# Túnel del Albula
El túnel del Albula es un túnel de ferrocarril de Suiza. Está situado en el cantón de los Grisones, en la línea del ferrocarril Rético, uniendo Thusis con St. Moritz (que contiene no menos de 39 túneles y 55 puentes, incluido el viaducto de Landwasser).
A una altitud de alrededor de 1800 metros sobre el nivel del mar, la larga galería de 5 865 metros del túnel se perforó entre 1898 y 1903, y la línea entró en servicio el 10 de julio de 1904.
La entrada norte está situada en Preda, en la comuna de Bergün/Bravuogn, la entrada sur en Spinas, en el valle de Bever.
Hoy en día, el Glacier Express y el Bernina Express cruzan el túnel todos los días. También hay un servicio de transporte de automóviles en tren entre Thusis y Samedan.
- Datos: Q691069
- Multimedia: Albulatunnel / Q691069